# .20 BR
El .20 BR es un cartucho de rifle "wildcat" de fuego central, basado en el casquillo del .22 BR Remington con el cuello ajustado hacia abajo para alojar un proyectil de 5,2 mm de diámetro, manteniendo el ángulo del hombro de 30° y la longitud de la vaina de 39,0 mm . El cartucho presenta un casquillo corto y grueso que tiene fama de ser eficiente y preciso.
La gran capacidad de pólvora del casquillo le permite impulsar una bala de 40 granos a más de 1219,2 m/s, sin embargo la vida útil relativamente corta.